# 抓姦
抓姦，又稱捉姦、掠媾、抓猴，是指已有婚姻或恋爱關係之人與配偶或伴侶以外之人發生性關係（意即通姦），配偶之受害方收集證據的行動。

## 抓姦的原因

### 台灣
當發現另一半有外遇時，若無法協議離婚時則需請求裁判離婚。而請求裁判離婚需要足夠證據證實配偶與人通姦方得請求裁判離婚並提出求償。
而根據民法第1052條第一項，夫妻之一方，符合十項事由之一者，另一方得向法院請求離婚：1、重婚者。2、與配偶以外以外之人合意性交。3、夫妻之一方受他方不堪同居之虐待者。4、夫妻之一方對於他方之直系尊親屬為虐待，或受他方之直系尊親屬之虐待，致不堪為共同生活者。5、夫妻之一方以惡意遺棄他方在繼續狀態中者。6、夫妻之一方意圖殺害他方者。7、有不治之惡疾者。8、有重大不治之精神病者。8、生死不明已逾三年者。10、被處三年以上徒刑或因犯不名譽之罪被處徒刑者。而另有前項以外之重大事由，難以維持婚姻者，夫妻之一方仍得請求離婚。
在台灣，抓姦又稱作「抓猴」，可以追朔到連橫的《台灣語典》：「姦夫曰猴。台人捕猴，必斷其尾，則猴不敢逃入山，恐為同類所噬。捉姦者必割其髮，以示懲罰…」，此外早期台灣婦女也經常以台語稱丈夫為「老猴」，因此抓出軌的老公，當然就是「抓猴」。
早期的台灣徵信社廣告常以「抓猴子」的廣告看板招徠客戶，但由於遭到民眾與動保團體抗議已不復見，但民間仍常以「抓猴」來指代「抓姦」。

## 抓姦的行動
捉姦以當事人正在發生性行為時為最佳，古稱「捉賊在贓，捉姦在床」或稱「捉賊捉贓，捉姦捉雙。」